# Магнуссон, Бенно
Бенно Магнуссон (швед. Benno Magnusson; род. 4 марта 1953, Олем, Швеция) — шведский футболист, играл на позиции нападающего. Брат футболиста Роджера Магнуссона.
Был очень популярным игроком в Швеции, особенно после того как с «Отвидабергом» выиграл в 1972 году чемпионат Швеции. После этой победы Магнуссон уехал в Западную Германию, где играл за «Кайзерслаутерн» и «Герту». В 1976 году вернулся в Швецию, в клуб «Кальмар».
Участвовал в чемпионате мира 1974 года.
После окончания карьеры работал и работает на телевидении.